# Moai Tukuturi

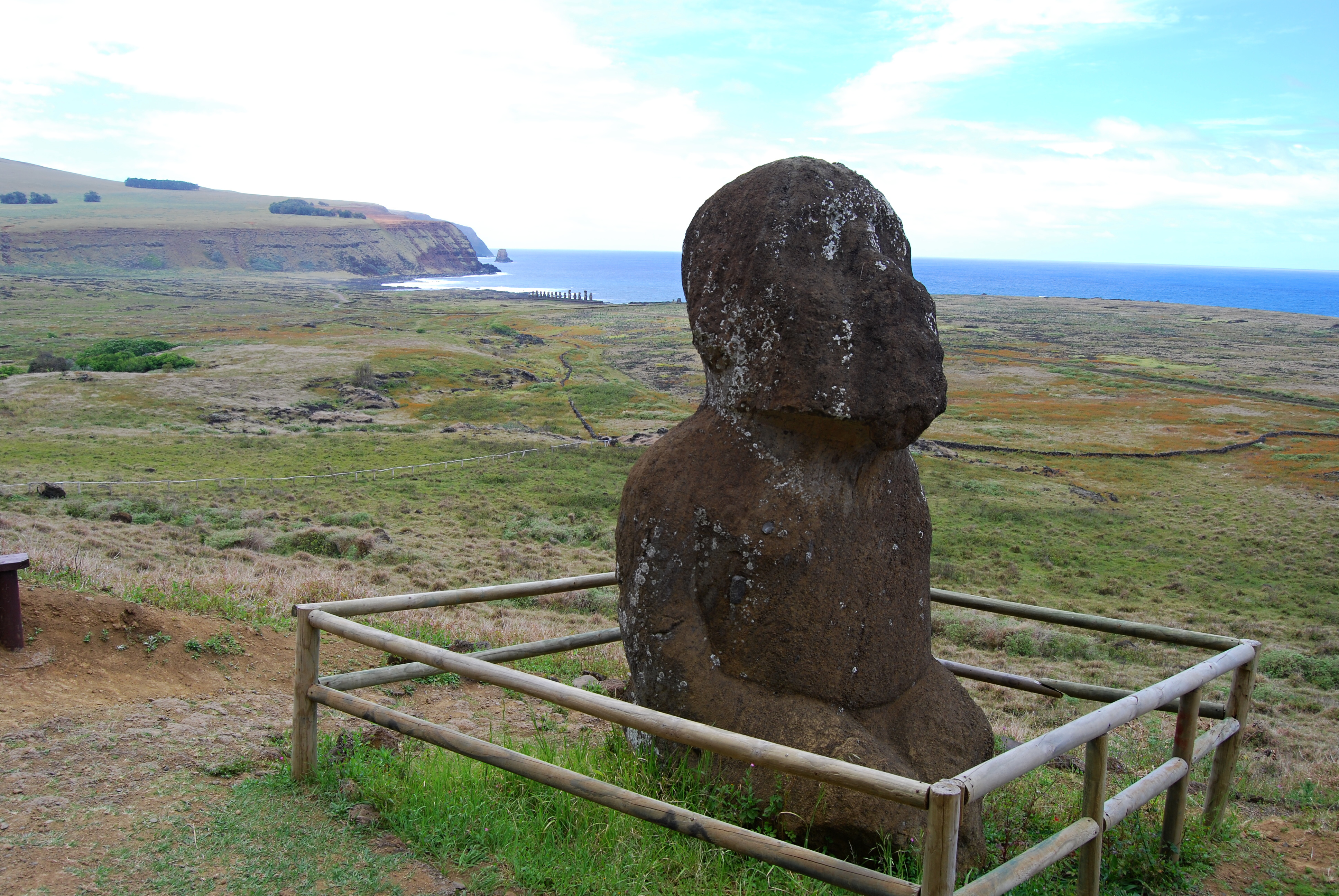

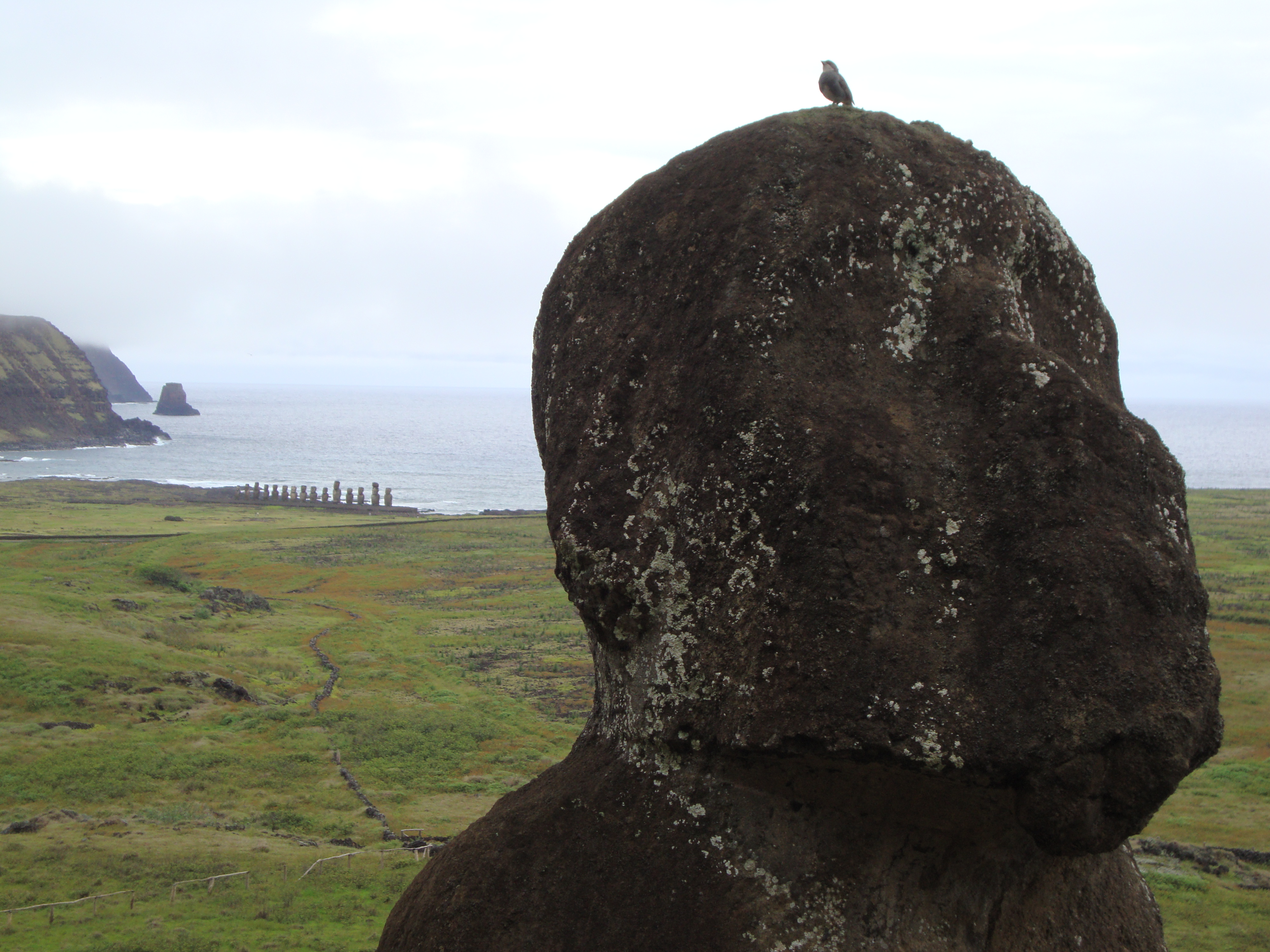

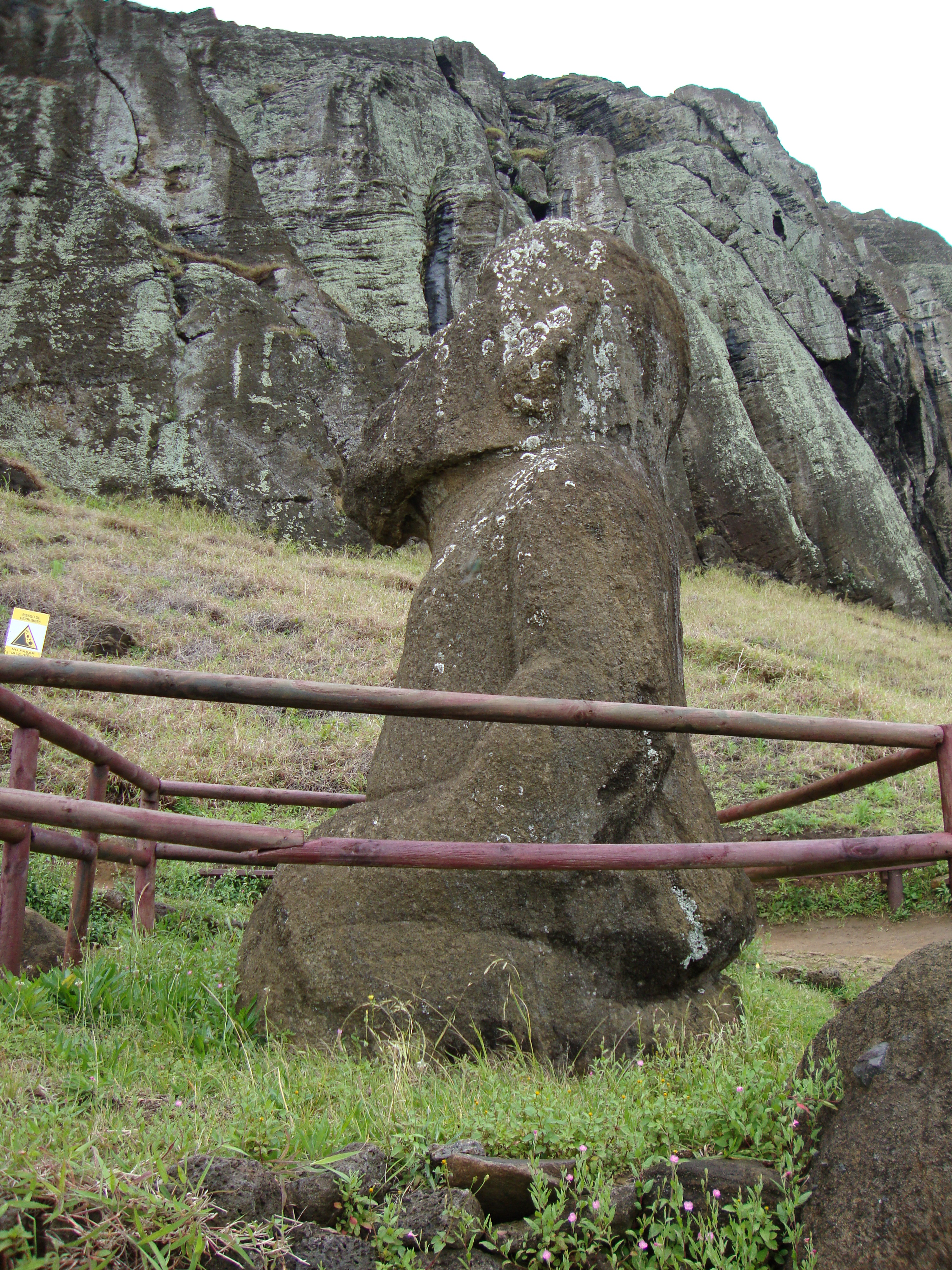

El moai Tukuturi es uno de los moai (estatua monolítica) de la Isla de Pascua (Chile). Se encuentra en una de las laderas del volcán Rano Raraku. Es el más antiguo descubierto hasta la fecha y está arrodillado. A diferencia de los demás que no tienen piernas, es el único que fue tallado más abajo de la cintura. Se estima que data del siglo VI.

## Características
Descubierto por el explorador noruego Thor Heyerdahl en los años cincuenta, se trata de una figura femenina en posición sentada o arrodillada, con la cabeza ligeramente elevada hacia el cielo y las manos en posición de orar.
Tiene muchas características que lo hacen diferente a las demás estatuas. La más notable es que se encuentra arrodillada, en vez de estar en bipedestación, además es más pequeña y tiene rasgos mucho más humanos. Al parecer, con el tiempo los constructores simplificaron el diseño, concentrándose en los aspectos más expresivos, como el rostro y las decoraciones que adornan a las esculturas.
No existen dos moais iguales. Algunos tienen barba, otros son más anchos, y algunos, los más recientes, tienen una especie de sombrero de piedra volcánica de color rojizo llamado pukao. Otros están a medio salir de la tierra y existen algunos moais con anatomía femenina, lo que hace pensar que se trata de mujeres.